# Бракер Наталія Аркадіївна
Натал́ія Арка́діївна Бра́кер, до шлюбу Шафонська (1854—1933) — українська педагогиня, перекладачка, краєзнавиця, меценатка, мемуаристка. Авторка праць з питань дошкільного виховання та етики стосунків учителя й учня, засновниця перших дитячих садків у Єлисаветграді (Кропивницький, Україна).

## Життєпис
Народилася 1854 року в Єлисаветграді; вчилася у приватних гімназіях Єлисаветграда та Одеси, була вільною слухачкою Женевського та Берлінського університетів.
1895 року вийшов її перший твір — літературний запис спогадів про філософа А. О. Шпіра; переклала російською мовою його книгу «Нариси критичної філософії» (1901).
Є авторкою низки праць з питань дошкільного виховання, етики стосунків учителя й учня. Була активною діячкою Єлисаветградського товариства поширення грамотності та ремесел  яке на благодійних засадах здійснювало організаторську та просвітницьку роботу. Засновниця перших дитячих садків у Єлисаветграді; в жовтні 1917 року заснувала курси з дошкільного виховання для підготовки вихователів дитячих садків.
На сторінках часопису «Україна», під редакцією Михайла Грушевського, друкувала спогади про Володимира Менчиця, Опанаса Михалевича, Миколу Федоровського, Володимира Ястребова.
Листувалася з Л. М. Толстим та його донькою Тетяною.
Членкиня-кореспондентка історико-філологічного відділення ВУАН, входила до складу Єлисаветградського лекційного бюро з влаштування народних читань і дитячих майданчиків при міській управі — була головою комісії з влаштування дитячих розваг.
Померла 1933 року у Зінов'євську, де її і поховано.